# Чегране
Чегране или Чеграни (на македонска литературна норма: Чегране; на албански: Çegrani) е село в Северна Македония, в община Гостивар.

## География
Селото е разположено в областта Горни Полог на 6 km североизточно от град Гостивар на десния бряг на Вардар в подножието на Сува гора.

## История
В началото на XIX век Чегране е албанско село в Гостиварска нахия на Тетовска кааза на Османската империя. Според статистиката на Васил Кънчов („Македония. Етнография и статистика“) в 1900 г. Чеграни има 800 жители арнаути мохамедани.
През 1913 г. селото попада в Сърбия. Според Афанасий Селишчев в 1929 г. Чегране е център на община от 5 села в Горноположкия срез и има 234 къщи с 1364 жители албанци.
От 1996 година и до 2004 година Чегране е център на едноименна община.
Според преброяването от 2002 г. селото има 6748 жители.
| Националност | Всичко |
| македонци    | 2      |
| албанци      | 6672   |
| турци        | 0      |
| роми         | 0      |
| власи        | 0      |
| сърби        | 0      |
| бошняци      | 1      |
| други        | 73     |

В селото има три джамии – Кемал ефенди джамия (Стара джамия), Нова джамия и Локе джамия.